# كاي إريك هيرلوفسن
كاي إريك هيرلوفسن (بالنرويجية البوكمول: Kai Herlovsen)‏ (25 سبتمبر 1959 بفريدريكستاد في النرويج - ) هو مدرب كرة قدم ولاعب كرة قدم نرويجي في مركز الدفاع، شارك في الألعاب الأولمبية الصيفية 1984. وشارك مع منتخب النرويج لكرة القدم. أما مع النوادي، فقد لعب مع بوروسيا مونشنغلادباخ ونادي فريدريكستاد.

## وصلات خارجية
- كاي إريك هيرلوفسن على موقع الاتحاد الدولي (مؤرشف)  (الإنجليزية)
- كاي إريك هيرلوفسن على موقع اتحاد النرويج (النرويجية)
- كاي إريك هيرلوفسن على موقع قاعدة بيانات كرة القدم.إي يو (الإنجليزية)
- كاي إريك هيرلوفسن على موقع بيانات كرة القدم. دي إي (الألمانية)
- كاي إريك هيرلوفسن على موقع ناشيونال فوتبول تيمز (الإنجليزية)
- كاي إريك هيرلوفسن على موقع عالم كرة القدم.نت (الإنجليزية)
- كاي إريك هيرلوفسن على موقع أوليمبيديا (الإنجليزية)